# Wicked (film 2024)
Wicked (ang. Wicked Part I, 2024) – amerykański musical fantasy z 2024 w reżyserii Jona M. Chu na podstawie scenariusza Winnie Holzman i Dany Fox. Jest to dwuczęściowa ekranizacja musicalu pod tym samym tytułem, luźno opartym na powieści Czarnoksiężnik z Krainy Oz.

## Fabuła
Elfaba i Galinda są studentkami Uniwersytetu Shiz w fantastycznej Krainie Oz i nawiązują głęboką przyjaźń. Jednak po spotkaniu z Czarodziejem z Krainy Oz ich przyjaźń stanie na rozdrożu, a życie obierze zupełnie inne ścieżki. Galinda, pragnie popularności, marzy o władzy, podczas gdy Elfaba pozostanie wierna sobie i tym, którzy ją otaczają. Jej postawa będzie miała jednak nieoczekiwane konsekwencje dla jej przyszłości. Niezwykłe przygody w krainie Oz sprawią, że ostatecznie wypełnią swoje przeznaczenie jako Dobra Czarownica z Północy i Zła Czarownica z Zachodu.

## Obsada
- Cynthia Erivo − Elfaba
- Ariana Grande-Butera − Galinda / Glinda
- Michelle Yeoh − Madame Morrible
- Jeff Goldblum − Czarodziej Oz
- Jonathan Bailey − Fiyero Tigelaar
- Ethan Slater − Boq Woodsman
- Marissa Bode − Nessarose Thropp
- Peter Dinklage − Doktor Dillamond
- Bowen Yang(inne języki) − Pfannee
- Bronwyn James − Shenshen

## Wersja polska
Opracowanie wersji polskiej: Hiventy Poland
Reżyseria: Elżbieta Kopocińska
Dialogi polskie i teksty piosenek: Michał Wojnarowski
Kierownictwo muzyczne: Adam Krylik
Dźwięk i montaż dialogów: Michał Skarżyński
Dźwięk i montaż piosenek: Łukasz Fober
Kierownictwo produkcji: Iwona Lisowska
W wersji polskiej udział wzięli:
- Katarzyna Dąbrowska − Elfaba (dialogi)
- Karolina Trębacz − Elfaba (śpiew)
- Agata Różycka(inne języki) − Glinda (dialogi)
- Edyta Krzemień − Glinda (śpiew)
- Piotr Bajtlik − Fijero
- Piotr Gulbierz(inne języki) − Czarodziej Oz
- Justyna Bojczuk − Nessaroza
- Marcin Franc − Boq
- Ewa Konstancja Bułhak − Madame Morrible
- Marta Burdynowicz − Szenszen
- Marcin Mroziński − Fanni
- Tomasz Steciuk − Gubernator Thropp
- Joanna Węgrzynowska − Pani Thropp
- Wojciech Machnicki – Doktor Dillamond
- Izabela Bujniewicz – Panna Pieścik

Wykonanie piosenek:
- Ludzi złych nam nie żal – Edyta Krzemień, Tomasz Steciuk, Joanna Węgrzynowska, Piotr Gulbierz(inne języki), Anna Apostolakis, Joanna Jeżewska i chór
- Nasza szkoła wyższa Shiz – Edyta Krzemień, Marta Burdynowicz, Marcin Mroziński i chór
- Czarodziej i ja – Ewa Konstancja Bułhak, Karolina Trębacz
- What Is The Feeling? – Karolina Trębacz, Edyta Krzemień i chór
- Coś jest źle – Wojciech Machnicki, Karolina Trębacz i chór
- Żyjesz, to tańcz – Piotr Bajtlik, Edyta Krzemień, Justyna Bojczuk, Karolina Trębacz, Marcin Franc i chór
- Oz-doba – Justyna Bojczuk, Marcin Franc i chór
- Mieć to co – Karolina Trębacz, Edyta Krzemień
- Nie mnie on chce – Karolina Trębacz
- Jeden dzień – Karolina Trębacz, Edyta Krzemień i chór
- Sentymentalny człek – Piotr Gulbierz(inne języki)
- Znieść grawitację – Karolina Trębacz, Edyta Krzemień i chór